# Жарков, Юрий Дмитриевич
Ю́рий Дми́триевич Жарко́в (2 февраля 1949, Оссора, Хабаровский край — 1 апреля 2021, Ярославль) — советский и российский художник. Заслуженный художник Российской Федерации (2001). Народный художник Российской Федерации (2009). Почётный член Российской академии художеств (2013).

## Биография
Родители уехали на Дальний Восток из Саратова, спасаясь от послевоенного голода. Отец воевал в Великую Отечественную войну, но, как ранее репрессированный, на Камчатку допущен не был. Мать, Людмила Андреевна, тоже ветеран войны, бывший снайпер, жила с детьми (у Юрия был старший брат) в посёлке одна, работала бухгалтером.
В шестилетнем возрасте был увезён обратно в Саратов. Через несколько лет семья переехала в Печору.
Художественные способности проявил в детстве, занимался лепкой, с 4-го класса рисовал, с 7-го класса ходил на этюды.
В 1969 году окончил, с отличием, Ярославское художественное училище. По окончании безуспешно пытался поступить в Суриковское художественное училище. По распределению был направлен в Архангельскую область учителем рисования. Через месяц, почувствовав свою ненужность, вернулся в Ярославль. Работал учителем рисования, на временных работах, поддерживаемый старшим братом, жил в сельской местности, много ходил пешком, много писал этюды. Работы были замечены, и он получил приглашение от Юрия Семенюка перейти на работу в Ярославское отделение Художественного фонда РСФСР.
В 1985 году принят в члены Союза художников России.
С 1988 по 1993 год возглавлял правление Ярославского областного отделения ВТОО «Союз художников России». С 1993 года — заместитель председателя и член областного выставочного комитета Ярославского союза художников. До 2020 года входил в члены правления.
В 1995 году создал и возглавил творческое объединение ярославских художников-станковистов «Аллея».
Участвовал в областных, всероссийских, юбилейных, тематических и зональных выставка, в том числе, зарубежных в Германии, Франции, Польше, Италии. Персональные выставки прошли в Ярославле (2000, 2005, 2010, 2014), Москве (ЦДХ , 2010), Плёсе (2001), Вологде (2002, 2003, 2004), Вальбурге (ФРГ, 1995), Иваново (2011, 2014).
Работал в жанре пейзажа, портрета, натюрморта, интерьера. Произведения находятся в собраниях Государственной Третьяковской Галереи, Вологодской областной картинной галереи, Московского Музея современного искусства, Ивановского областного художественного музея, Ярославского художественного музея, Музея города Ярославля, вологодской галереи «Красный мост», Плёсского государственного историко-архитектурного и художественного музея-заповедника, Переславль-Залесского историко-архитектурного музея-заповедника, Рыбинского историко-архитектурного и художественного музея-заповедника, Тутаевского художественного музея, Художественно-педагогического музея игрушки Российской академии образования (Сергиев-Посад), Чувашского государственного художественного музея, Петербургской Морской резиденции Президента России, картинной галереи г. Корбаха (Германия), картинной галереи г. Пуатье (Франция), картинной галереи г. Торе-Канавезе (Италия), Музея русского искусства Харбин, Хейхе (КНР), а также в частных коллекциях.
Скончался после продолжительной болезни. Похоронен на Леонтьевском кладбище Ярославля.